# Preussens Pflanzengattungen
Preussens Pflanzengattungen o Preußens Pflanzengattungen (abreviado Preuss. Pfl.-Gatt.) es un libro con ilustraciones y descripciones botánicas que fue escrito por el botánico y médico alemán Ernst Heinrich Friedrich Meyer y publicado en el año 1839.